# Урал (баскетбольный клуб)
«Урал» — российский баскетбольный клуб из города Екатеринбурга. Основан в 2006 году. Официальный талисман команды — Грифон.

## Выступление команды в чемпионатах России с 2006 года
| Суперлига Б | Суперлига Б | Суперлига Б | Суперлига Б | Суперлига Б | Суперлига | Суперлига | Суперлига | Суперлига | Суперлига |
| ----------- | ----------- | ----------- | ----------- | ----------- | --------- | --------- | --------- | --------- | --------- |
|             | 2006/07     | 2007/08     | 2008/09     | 2009/10     | 2010/11   | 2011/12   | 2012/13   | 2013/14   | 2014/15   |
| Место       | 13          | 9           | 14          | 10          | 4         | Чемпион   | Чемпион   | 6         | 4         |

## История
Баскетбольный клуб «Урал» является преемником клубов «Евраз», «СКА-Урал» и «Уралмаш». БК «Уралмаш» — 20-кратный чемпион РСФСР, 3-кратного победитель Спартакиады народов РСФСР. Многие игроки команды входили в состав национальной сборной СССР — Николай Краев и Лев Решетников, Александр Кандель и Вячеслав Новиков, Иван Дворный и Сергей Белов, Анатолий Мышкин и Станислав Ерёмин. Четверо уралмашевцев — Александр Кандель, Станислав Ерёмин, Сергей Белов и Анатолий Мышкин в 2000 году были включены в символическую сборную отечественного баскетбола XX века.
В 2005 году баскетбольный клуб «Евраз» (преемник баскетбольного клуба «СКА-Урал»), несколько лет выступавший в элитном дивизионе российского чемпионата, потерпел банкротство. Через год было принято решение о создании на базе команды Уральского государственного технического университета профессионального баскетбольного клуба, получивший название «Урал-УПИ».

### Сезон 2006/07
21 и 22 октября 2006 года уральцы провели свои первые игры в Суперлиге Б против ревдинского ТЕМП-СУМЗа и одержали две победы (77:79 и 74:80). В дебютном сезоне «Урал-УПИ» занял 7-е место из 13.

### Сезон 2007/08
Перед стартом сезона произошёл конфликт между областными чиновниками и УГТУ-УПИ, результатом чего стало переименование клуба в «Урал» и практически полное обновление состава. Сезон 2007—2008 команда завершила на 9-м месте.

### Сезон 2010/11
По итогам сезона 2010/2011 гг. баскетболисты «Урала» даже перевыполнили задачу попасть в пятёрку лучших команд Суперлиги, заняв в итоговом рейтинге четвёртое место.

### Сезон 2011/12
В сезоне 2011/2012 «Урал» впервые в истории стал участником «Финала четырёх» розыгрыша Кубка России, победителем регулярного чемпионата и чемпионом мужской баскетбольной Суперлиги. В новейшей истории отечественного баскетбола это первый подобный успех екатеринбургского клуба.
Свой вклад в командные успехи внесли местные воспитанники — Семён Шашков, Сергей Варламов, Виталий Чаплин, Павел Трушников. Большой Урал в чемпионской команде представляли пермяки Виталий Ионов и Максим Дыбовский, самарец Антон Глазунов, серб Никола Лепоевич и американец Лоренцо Гордон. Главным тренером клуба был Олег Окулов, его ассистент Сергей Васильев.
По ряду причин, в том числе проблемам финансирования и затянувшимся спорам между Профессиональной баскетбольной лигой и Единой лигой ВТБ — какая же организация будет проводить чемпионат России, «Урал» вынужден был отложить повышение в классе — следующий сезон команда вновь провела в Суперлиге.

### Сезон 2012/13
Перед сезоном 2012/13 команду покинули оба легионера Никола Лепоевич и Лоренцо Гордон, а также из команды ушли Сергей Варламов, Александр Карпухин, Артём Исаков. Семён Шашков перешёл в клуб Профессиональной баскетбольной лиги «Нижний Новгород» на правах аренды. Состав пополнили уже игравший в Екатеринбурге за «ЕВРАЗ» форвард Олег Баранов (из клуба ПБЛ «Нижний Новгород») и центровой Анатолий Горицков, известный в Свердловской области по выступлению за ревдинский «Темп-СУМЗ» (в предыдущем сезоне он был одним из ведущих игроков череповецкой «Северстали» и стал одним из лучших в Суперлиге по блок-шотам). Игроком основной команды стал разыгрывающий Сергей Пилипенко, прошлый сезон выступавший за фармклуб «грифонов» команду «BRG» (Берёзовский), занявшую третье место в первой лиге. Из Самары пришёл Дмитрий Артешин. Команда также усилилась двумя американскими легионерами — защитником Крисом Монро и центровым Аароном Мак Ги, имеющих опыт выступлений в NCAA и европейских клубах.
Накануне старта в официальных матчах «Урал» провёл шесть контрольных матчей в хорватском Порече. Лишь в одном матче «грифоны» уступили — клубу российской ПБЛ «Спартак-Приморье» (63:80), зато в других спаррингах команда неизменно одерживала победы: словенских «Слована» (64:58) и «Хелиоса» (66:43), хорватской «Цедевиты» во главе с одним из самых титулованных тренеров Европы Божидаром Малковичем (71:67), еще одной команды из ПБЛ красноярского «Енисея» (71:69) и участника Евролиги 2011/2012 хорватского клуба «Кроация Осигуранье» (85:60).
В сезоне 2012/2013 гг. «Урал» дебютировал на международном уровне — в европейском Кубке вызова ФИБА. Одержав выездную победу у румынского клуба «Газ Метан» с разницей «+2», в ответной встрече на своей площадке «Урал» проиграл со счётом 92:97 и не вышел в групповой этап Кубка вызова ФИБА.
В июле 2020 года «Урал» объявил о том, что отозвал свою заявку на участие в играх Суперлиги-1 и пропустит сезон 2020/2021.

## Достижения
Суперлига
- Чемпион (2): 2011/2012, 2012/2013

Кубок РФБ
- Бронзовый призёр: 2017

## Сезоны
| Сезон   | Лига      | Уровень | Рег.Чемп. | Плей-офф | Еврокубки                 |
| ------- | --------- | ------- | --------- | -------- | ------------------------- |
| 2012-13 | Суперлига | 2       | 2         | Чемпион  | Квалификация Кубка вызова |

## Главные тренеры
- 2006—2009 —  Вадим Филатов
- 2009 —  Андрей Проскуряков[3]
- 2009—2010 —  Роман Двинянинов[4]
- 2010—2011 —  Андрей Кибенко[5]
- 2011—2015 —  Олег Окулов
- 2015—2016 —  Дмитрий Шакулин[6]
- 2016—2019 —  Вадим Филатов[7]
- 2019 —  Алар Варрак[8]
- 2019—2020 —  Михаил Карпенко[9]